# Heteropilumnus hirsutior
Heteropilumnus hirsutior is een krabbensoort uit de familie van de Pilumnidae. De wetenschappelijke naam van de soort is voor het eerst geldig gepubliceerd in 1900 door Lanchester.